# Segona divisió espanyola de futbol 1935-1936
Resum de l'activitat de la temporada 1935-1936 de la Segona divisió espanyola de futbol.

## Grup I

### Clubs participants
| Club                   | Ciutat     | Estadi           |
| ---------------------- | ---------- | ---------------- |
| Celta de Vigo          | Vigo       | Balaídos         |
| Deportivo de La Coruña | La Corunya | Riazor           |
| CD Nacional de Madrid  | Madrid     | El Parral        |
| Sporting de Gijón      | Gijón      | El Molinón       |
| Stadium Club Avilesino | Avilés     | Las Arobias      |
| Unión SC Vigo          | Vigo       | Campo da Florida |
| Valladolid Deportivo   | Valladolid | Sociedad Taurina |
| Zaragoza FC            | Saragossa  | Torrero          |

### Classificació
| Pos | Equip                  | PJ | PG | PE | PP | GF | GC | DG  | Pts | Classificació o descens |
| --- | ---------------------- | -- | -- | -- | -- | -- | -- | --- | --- | ----------------------- |
| 1   | Celta de Vigo          | 14 | 8  | 2  | 4  | 43 | 24 | +19 | 18  | Promoció d'ascens       |
| 2   | Zaragoza FC            | 14 | 7  | 4  | 3  | 31 | 12 | +19 | 18  | Promoció d'ascens       |
| 3   | Sporting de Gijón      | 14 | 6  | 4  | 4  | 32 | 26 | +6  | 16  |                         |
| 4   | C. Valladolid Dep.     | 14 | 6  | 3  | 5  | 31 | 26 | +5  | 15  |                         |
| 5   | Stadium Avilesino      | 14 | 6  | 2  | 6  | 26 | 41 | −15 | 14  |                         |
| 6   | CD Nacional de Madrid  | 14 | 6  | 1  | 7  | 34 | 27 | +7  | 13  | Club dissolt el 1939    |
| 7   | Deportivo de La Coruña | 14 | 4  | 3  | 7  | 19 | 35 | −16 | 11  |                         |
| 8   | Unión SC Vigo          | 14 | 3  | 1  | 10 | 27 | 52 | −25 | 7   | Club dissolt el 1939    |

### Resultats
| Casa \ Fora            | CEL | DEP | NAC | SPO | STA | UNI | VLL | ZAR |
| ---------------------- | --- | --- | --- | --- | --- | --- | --- | --- |
| Celta de Vigo          |     | 5–0 | 5–2 | 2–1 | 6–3 | 6–1 | 8–1 | 2–1 |
| Deportivo de La Coruña | 2–1 |     | 2–2 | 0–3 | 3–1 | 4–1 | 2–1 | 0–0 |
| CD Nacional de Madrid  | 5–1 | 4–0 |     | 5–1 | 5–0 | 3–0 | 0–1 | 0–1 |
| Real Gijón CF          | 1–1 | 2–2 | 3–2 |     | 1–1 | 6–0 | 2–0 | 3–0 |
| Stadium Avilesino      | 2–1 | 2–0 | 5–1 | 2–4 |     | 2–1 | 1–1 | 2–1 |
| Unión SC Vigo          | 2–3 | 5–3 | 3–4 | 5–3 | 2–5 |     | 4–2 | 0–0 |
| Valladolid Deportivo   | 2–1 | 5–0 | 2–1 | 2–2 | 9–0 | 4–1 |     | 1–1 |
| Zaragoza FC            | 1–1 | 3–1 | 3–0 | 4–0 | 6–0 | 6–1 | 3–0 |     |

## Grup II

### Clubs participants
| Club            | Ciutat        | Estadi       |
| --------------- | ------------- | ------------ |
| Arenas Club     | Getxo         | Ibaiondo     |
| FC Badalona     | Badalona      | Sant Adrià   |
| Barakaldo CF    | Barakaldo     | Lasesarre    |
| Donostia CF     | Sant Sebastià | Atotxa       |
| Girona FC       | Girona        | Vista Alegre |
| CE Júpiter      | Barcelona     | Lope de Vega |
| CS Sabadell FC  | Sabadell      | Creu Alta    |
| Unión Club Irún | Irun          | Stadium Gal  |

### Classificació
| Pos | Equip           | PJ | PG | PE | PP | GF | GC | DG  | Pts | Classificació o descens      |
| --- | --------------- | -- | -- | -- | -- | -- | -- | --- | --- | ---------------------------- |
| 1   | Girona FC       | 14 | 10 | 1  | 3  | 34 | 13 | +21 | 21  | Promoció d'ascens            |
| 2   | Arenas C. Getxo | 14 | 9  | 2  | 3  | 32 | 27 | +5  | 20  | Promoció d'ascens            |
| 3   | Barakaldo FBC   | 14 | 8  | 1  | 5  | 32 | 25 | +7  | 17  |                              |
| 4   | FC Badalona     | 14 | 5  | 2  | 7  | 28 | 31 | −3  | 12  |                              |
| 5   | CS Sabadell FC  | 14 | 5  | 2  | 7  | 26 | 29 | −3  | 12  |                              |
| 6   | Donostia FC     | 14 | 5  | 2  | 7  | 25 | 35 | −10 | 12  |                              |
| 7   | CE Júpiter      | 14 | 4  | 2  | 8  | 23 | 35 | −12 | 10  | Descens a categoria regional |
| 8   | Unión Club Irún | 14 | 3  | 2  | 9  | 22 | 27 | −5  | 8   |                              |

### Resultats
| Casa \ Fora     | ARE | BAD | BAR | DON | GIR | JÚP | SAB | UNI |
| --------------- | --- | --- | --- | --- | --- | --- | --- | --- |
| Arenas Club     |     | 1–0 | 2–4 | 2–0 | 3–1 | 5–3 | 2–2 | 3–0 |
| FC Badalona     | 2–5 |     | 6–2 | 3–1 | 1–2 | 4–2 | 3–0 | 2–1 |
| Barakaldo FBC   | 1–2 | 1–0 |     | 7–0 | 3–0 | 1–0 | 2–0 | 2–2 |
| Donostia FC     | 2–3 | 2–2 | 5–1 |     | 3–2 | 3–2 | 4–2 | 2–1 |
| Girona FC       | 4–0 | 5–0 | 3–2 | 2–0 |     | 4–0 | 0–0 | 2–0 |
| CE Júpiter      | 1–1 | 4–1 | 3–1 | 0–0 | 0–3 |     | 3–2 | 4–1 |
| CS Sabadell FC  | 6–1 | 2–0 | 1–3 | 4–2 | 0–2 | 3–0 |     | 3–1 |
| Unión Club Irún | 2–3 | 1–1 | 0–2 | 3–0 | 1–3 | 6–1 | 3–0 |     |

## Grup III

### Clubs participants
| Club               | Ciutat               | Estadi           |
| ------------------ | -------------------- | ---------------- |
| Elx FC             | Elx                  | Altabix          |
| Gimnàstic FC       | València             | Vallejo          |
| Llevant FC         | València             | Hondo del Grao   |
| CD Malacitano      | Màlaga               | Baños del Carmen |
| SCD Mirandilla FC  | Cadis                | La Mirandilla    |
| Murcia FC          | Múrcia               | La Condomina     |
| Recreativo Granada | Granada              | Los Cármenes     |
| Xerez FC           | Jerez de la Frontera | Domecq           |

### Classificació
| Pos | Equip              | PJ | PG | PE | PP | GF | GC | DG  | Pts | Classificació o descens |
| --- | ------------------ | -- | -- | -- | -- | -- | -- | --- | --- | ----------------------- |
| 1   | Murcia FC          | 14 | 10 | 1  | 3  | 29 | 15 | +14 | 21  | Promoció d'ascens       |
| 2   | Xerez FC           | 14 | 8  | 2  | 4  | 25 | 13 | +12 | 18  | Promoció d'ascens       |
| 3   | Llevant FC         | 14 | 7  | 2  | 5  | 35 | 20 | +15 | 16  |                         |
| 4   | Gimnàstic FC       | 14 | 4  | 5  | 5  | 18 | 20 | −2  | 13  |                         |
| 5   | CD Malacitano      | 14 | 6  | 0  | 8  | 21 | 22 | −1  | 12  |                         |
| 6   | Recreativo Granada | 14 | 4  | 3  | 7  | 20 | 23 | −3  | 11  |                         |
| 7   | CD Mirandilla      | 14 | 5  | 1  | 8  | 21 | 30 | −9  | 11  |                         |
| 8   | Elx FC             | 14 | 4  | 2  | 8  | 18 | 44 | −26 | 10  |                         |

### Resultats
| Casa \ Fora        | ELC | GIM | LEV | MAL | MIR | MUR | REC | XER |
| ------------------ | --- | --- | --- | --- | --- | --- | --- | --- |
| Elx FC             |     | 2–2 | 5–4 | 3–1 | 3–1 | 2–4 | 1–0 | 1–1 |
| Gimnàstic FC       | 1–0 |     | 1–1 | 2–0 | 2–0 | 1–1 | 4–1 | 1–1 |
| Llevant FC         | 5–1 | 2–1 |     | 1–0 | 7–2 | 4–0 | 3–1 | 2–0 |
| CD Malacitano      | 4–1 | 4–2 | 3–2 |     | 4–1 | 0–1 | 2–1 | 2–1 |
| SCD Mirandilla CF  | 6–0 | 3–1 | 2–1 | 1–0 |     | 0–1 | 2–2 | 2–1 |
| Murcia FC          | 7–0 | 3–0 | 2–0 | 2–0 | 4–1 |     | 2–1 | 2–0 |
| Recreativo Granada | 3–0 | 0–0 | 2–2 | 2–0 | 2–1 | 4–0 |     | 0–1 |
| Xerez FC           | 5–0 | 2–0 | 2–1 | 2–1 | 2–0 | 2–0 | 5–1 |     |

## Promoció d'ascens

### Classificació
| Pos | Equip           | PJ | PG | PE | PP | GF | GC | DG  | Pts | Promoció                 |
| --- | --------------- | -- | -- | -- | -- | -- | -- | --- | --- | ------------------------ |
| 1   | Celta de Vigo   | 10 | 6  | 1  | 3  | 29 | 12 | +17 | 13  | Ascens a Primera Divisió |
| 2   | Zaragoza FC     | 10 | 6  | 1  | 3  | 19 | 16 | +3  | 13  | Ascens a Primera Divisió |
| 3   | Arenas de Getxo | 10 | 5  | 1  | 4  | 16 | 13 | +3  | 11  |                          |
| 4   | Murcia FC       | 10 | 3  | 3  | 4  | 11 | 12 | −1  | 9   |                          |
| 5   | Girona FC       | 10 | 2  | 3  | 5  | 8  | 20 | −12 | 7   |                          |
| 6   | Xerez FC        | 10 | 3  | 1  | 6  | 17 | 27 | −10 | 7   |                          |

### Resultats
| Casa \ Fora   | ARE | CEL | GIR | MUR | XER | ZAR |
| ------------- | --- | --- | --- | --- | --- | --- |
| Arenas Club   |     | 5–1 | 3–0 | 1–0 | 4–1 | 2–0 |
| Celta de Vigo | 6–1 |     | 3–0 | 2–0 | 5–0 | 7–0 |
| Girona FC     | 0–0 | 2–0 |     | 1–1 | 2–1 | 0–2 |
| Murcia FC     | 1–0 | 1–1 | 2–0 |     | 5–2 | 1–1 |
| Xerez FC      | 3–0 | 1–3 | 3–3 | 1–0 |     | 4–0 |
| Zaragoza FC   | 1–0 | 2–1 | 5–0 | 3–0 | 5–1 |     |

## Resultats finals
- Campió: Celta de Vigo.
- Ascens a Primera divisió: Celta de Vigo i Reial Saragossa.
- Descens a Segona divisió: CA Osasuna (Athletic de Madrid també havia de descendir a segona però ocupà la plaça a primera de l'Oviedo FC, després de derrotar en una eliminatòria l'Osasuna).
- Ascens a Segona divisió: La temporada 1939-40 la segona s'amplià a cinc grups ascendint els clubs Deportivo Alavés, Alacant FC, Burjassot FC, Cartagena FC, CE Castelló, Ceuta SC, Constància FC, Club Erandio, AD Ferroviaria, EC Granollers, Imperial FC, Imperio FC, CD Mallorca, Ónuba FC, Real Deportivo Oriamendi, Racing FC de Córdoba, Racing de Ferrol, UD Salamanca, Sestao SC, EHA Tánger i Gimnástica de Torrelavega.
- Descens: CD Nacional de Madrid, Unión Sportiva Vigo i CE Júpiter.